# 浦和まつり

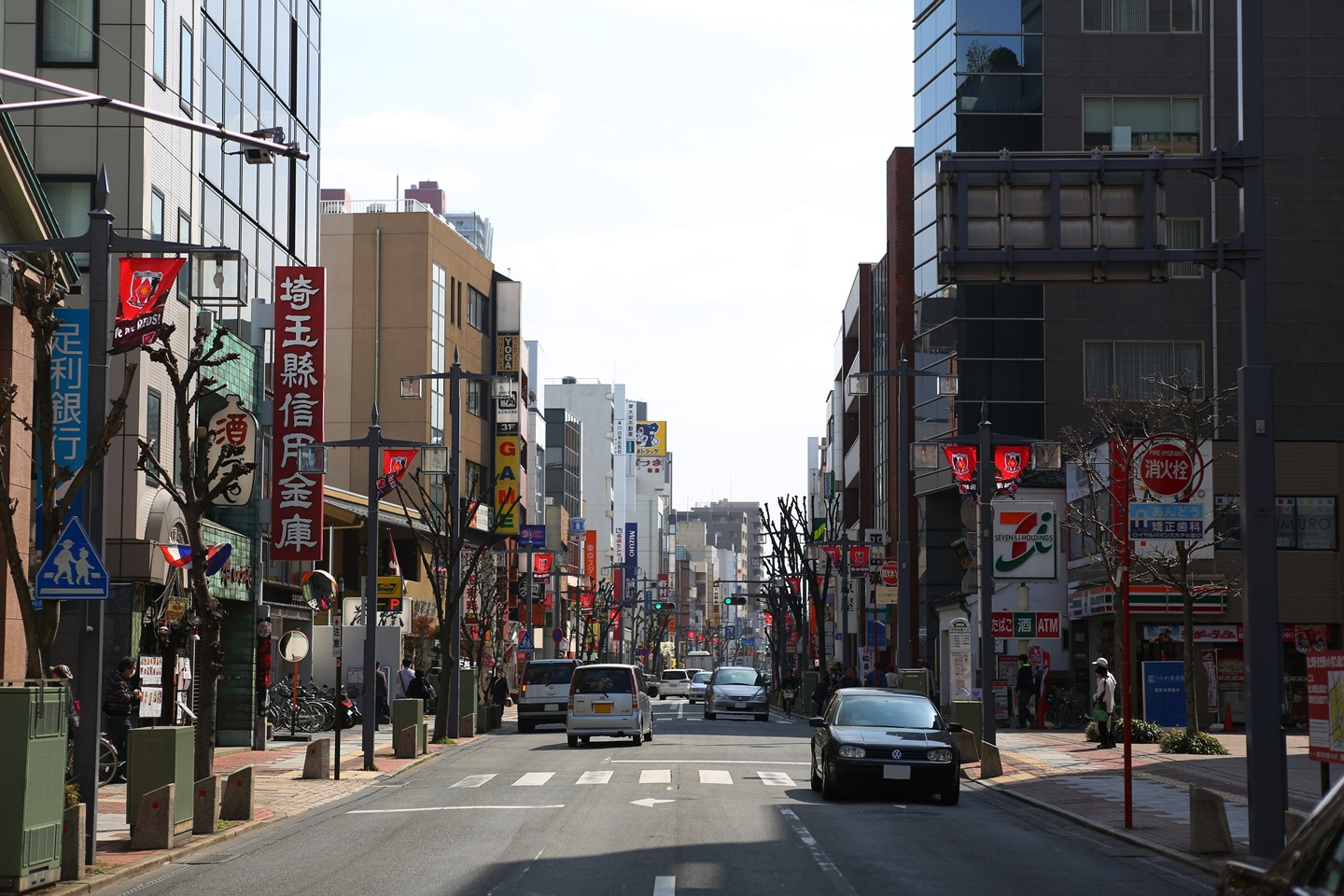
会場となる浦和区の旧中山道

浦和まつり（うらわまつり）は、埼玉県さいたま市浦和区・南区（旧浦和市）で毎年開催される祭。

## 歴史
浦和市観光協会によって1967年（昭和42年）から開催された浦和ぼんぼり祭りを前身として毎年開催されている。浦和地区の夏祭りとなっている。
1981年（昭和56年）に浦和まつりと改称され、同年は7月19日から1週間に渡り市内7会場で様々なイベントが開催される全市的な祭に発展した。現在は行われていないが、フィナーレには別所沼公園での花火大会も含まれていた。
さいたま市成立後も浦和まつりは継続され、浦和区の旧中山道（「中山道」と呼ばれることもある）の岸町公民館前交差点から新浦和橋下まで（中山道会場）と、南区の南浦和駅周辺（南浦和会場）を主な会場としている。旧中山道では浦和おどりを、南浦和会場では浦和よさこいの披露がメインイベントとなり、浦和おどりは約40連におよぶ団体が披露し、市民が自由に飛び入り参加できる時間も設けられている。また、各種露店も出店し賑わう。音楽パレードも開催され市内小・中学校の金管バンド部約50チームが練り歩く。
現在花火大会は8月にさいたま市花火大会として東浦和地区で行われるようになった。また、旧中山道を会場として浦和駅周辺の祭事には12月の十二日まちがある。

## 浦和おどり
1976年（昭和51年）に浦和市観光協会が浦和ぼんぼり祭りのために市民に親しまれる踊りとして浦和おどりの歌詞の募集を行った。当時の浦和市長である中川健吉は浦和の祭りを推進し、お祭り市長として親しまれていた。募集の結果216編の中から当時中尾在住の16歳海老川充江の歌詞が選ばれ、市川昭介による作曲が行われ、同年10月1日に制定された。歌詞は5番まであり、1番に荒川と田島ヶ原、2番に別所沼とぼんぼり祭り、3番に見沼たんぼと見沼通船堀、4番に中山道及び浦和宿と調神社が登場する。歌は都はるみ・大川栄策が歌ったものを現在も使用しているが、2016年には吉武大地がカバーしている。
それまでは1968年に制定されたさくら草音頭(作詞・岸上のぶを 北村昇、作曲・則武昭彦、編曲・原賢一、歌唱・新城守 池田マツ子)が市民音頭として知られていたが浦和おどりに取って代わられた。1977年（昭和52年）8月21日の第一回浦和おどり大会が開催されて以後、現在も浦和まつりにおいて踊られている。また、旧浦和市域では小学校の運動会で種目の一つとして取り入れられており、動作も簡素なため現在でも踊り継がれている。